# Louis Camaret (recteur)
Pour les articles homonymes, voir Louis Camaret et Camaret.
Louis Camaret, né le 15 mai 1795 à Assérac et mort le 16 janvier 1860 à Paris, est un recteur d'académie, notamment de Douai de 1842 à 1852.

## Biographie
Issu d’une famille modeste, Louis Camaret est le fils d’un paludier de la côte atlantique, plus exactement du bourg de Barzin qui dépend de la commune d’Assérac.

### Premiers pas dans l'administration scolaire
En dépit de cette basse extraction, Louis Camaret parvient à obtenir le baccalauréat puis une licence de droit et enfin un doctorat de littérature, études menées en parallèle des postes qu’il va successivement occuper au sein de l’instruction publique avec un sens de la mobilité géographique qui étonne aujourd’hui.
En 1813, régent de « 2e classe élémentaire » au collège d’Ancenis, il passe deux ans plus tard « régent de seconde » dans le même établissement. En 1823, il est nommé « censeur des études » au collège royal de Reims, puis, en 1826, dans ces mêmes fonctions, au lycée de Lyon.
En 1827, à 32 ans, Camaret obtient le poste de principal du collège royal de Reims, avant d’être nommé en 1829, inspecteur de l’académie de Dijon (qui étaient à cette époque les adjoints du Recteur chargés de contrôler les écoles primaires).
L’année suivante, il effectue un intérim dans sa région d’origine, étant « chargé d’administration » au collège royal de Nantes. En 1832, repartant vers l’est, Camaret devient principal du collège de Chalons-sur-Marne. En 1838, mouvement inverse vers l’ouest natal, il est nommé proviseur du collège royal de Bourbon-Vendée, future Roche-sur-Yon. Enfin, l'année suivante, il prend la direction du lycée royal de Rennes.

### Recteur de l'académie de Douai
Sa bonne manière de servir – saluée en 1838 par l’obtention de la Légion d’honneur – lui vaut de surcroît d’obtenir à partir de Rennes le poste prestigieux, en 1842, de recteur de l’académie de Douai où il reste cinq ans. Il rejoint en effet l’académie d’Amiens en 1847 mais dès cet instant, Camaret va vivre les bouleversements que provoquent les lois qui modifient régulièrement l’organisation de l’instruction publique de la fin de la monarchie de Juillet au Second Empire, en passant la IIe République.
De fait, la loi du 7 septembre 1848, qui crée vingt académies républicaines, conserve l'académie de Douai dès lors agrandie de la Somme qui s’ajoute au Nord et au Pas-de-Calais. La suppression de l’académie d’Amiens (découpée au bénéfice de ses voisines), en 1849, oblige donc son Recteur à retrouver l'académie de Douai. En août 1850, avec la loi Falloux, Camaret revient « recteur départemental de l'académie du Nord », en résidence à Douai, fonctions qu’il assure jusqu’à sa retraite en septembre 1852. À cette date, il existe autant de recteurs que de préfets, le ressort d'exercice des premiers étant le périmètre départemental.

### Fin de carrière et postérité
S’il décède à Paris en 1860, Louis Camaret s’était toutefois établi dans le Nord par son mariage en 1843 avec Aline Boursier. Cette dernière, née en 1810 à Valenciennes, décédée en 1890, dont la famille avait, sans doute lors de la vente des biens nationaux, acquis le château de Ruesnes près du Quesnoy, était issue d’une lignée de mulquiniers, négociants en batiste et en toilette.
Outre son fils, Adrien, né à Douai en 1844, devenu ensuite docteur en droit, avocat à Paris mais aussi maire de Ruesnes comme son oncle Boursier avant lui, Camaret avait une fille, Yvonne, née en 1846 et décédée en 1930, mariée dans la commune en 1865 avec Anatole Lambert de Beaulieu, avocat puis magistrat.

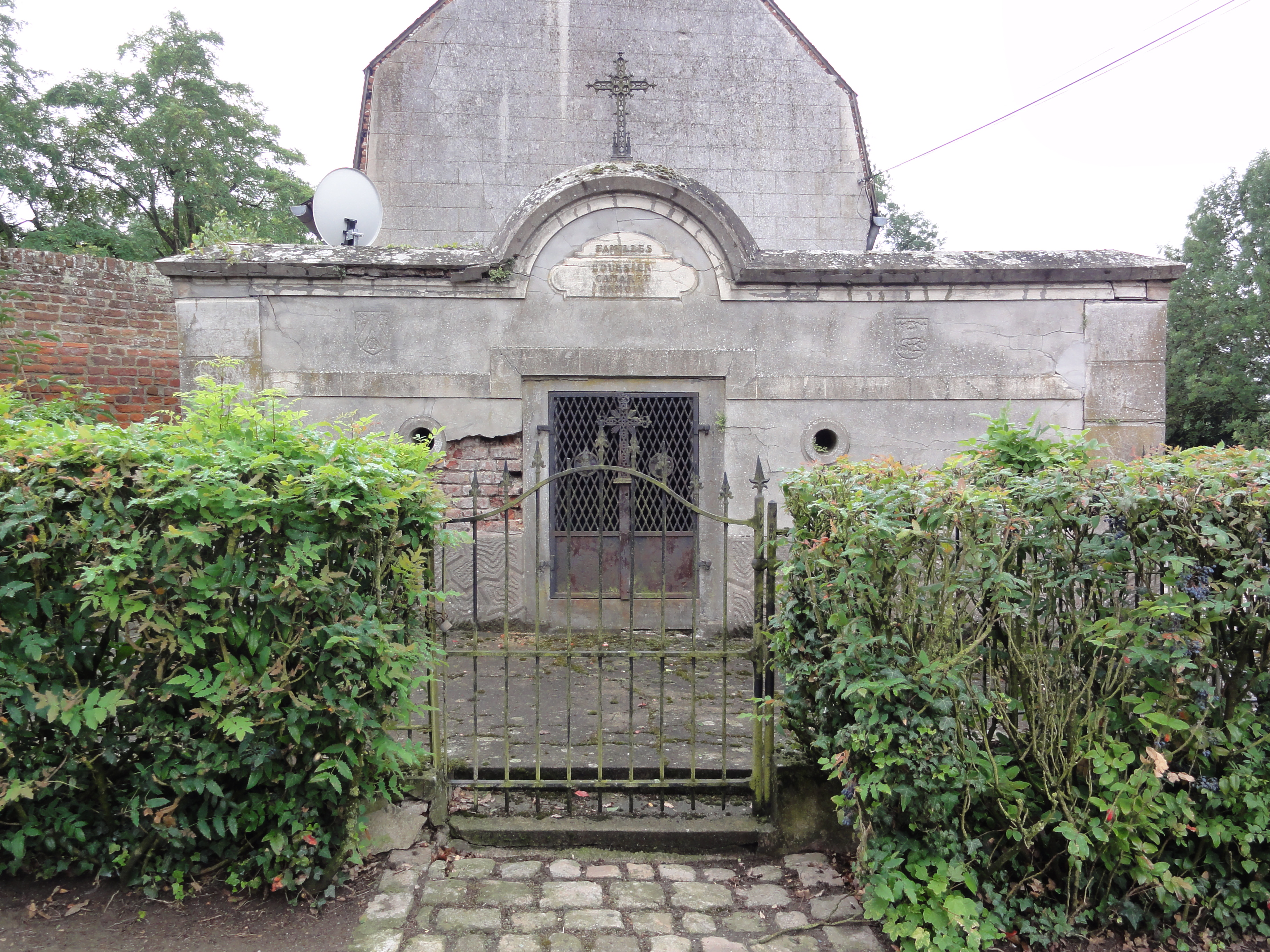
Mausolée de la famille Boursier et Camaret près de l'église de Ruesnes

Le château de Ruesnes, qui existe toujours en dépit des destructions subies lors de la Grande Guerre, est resté en possession de la famille Camaret puis Lambert de Beaulieu jusqu’en 1924.

## Citations
L’inspecteur général qui le visite en 1850 à Douai au moment de désigner les futurs « recteurs départementaux » indique dans son rapport, non sans nuances, que « M. Camaret a beaucoup d’expérience des affaires. Comme administrateur, il a de l’autorité et une réputation méritée de capacité. Ses manières sont graves et dignes. Il a de la circonspection, de la réserve, quelquefois peut-être jusqu’à l’excès. Sur plusieurs points, il ne s’est ouvert que tardivement et comme en hésitant à l’inspecteur général. Peut-être aussi ne prend-il pas tout à fait assez de soin au régime des études (…). Il attache surtout peu d’importance à l’enseignement historique qui est mal dirigé et ne produit que de faibles résultats dans la plupart des collèges communaux de son académie. ».